# Littorina sitkana
Littorina sitkana är en snäckart som beskrevs av Philippi 1846. Littorina sitkana ingår i släktet Littorina och familjen strandsnäckor. Inga underarter finns listade i Catalogue of Life.

var. zonata